# Chiesa della Santa Pietà
La chiesa della Santa Pietà è un edificio religioso che si trova ad Osogna, frazione di Riviera in Canton Ticino.

## Storia
Eretto nel XVI secolo, venne ingrandito fra il 1699 ed il 1729. La sua costruzione è legata al miracolo di Cannobio (Santuario SS. Pietà).

## Descrizione
La chiesa ha una pianta ad unica navata ricoperta da una volta a botte lunettata.